# Susumu Yokota
Susumu Yokota (横田進 Yokota Susumu, ou ススム・ヨコタ Susumu Yokota) (Toyama, 22 de abril de 1960 — 27 de março de 2015) foi um compositor japonês.
Yokota era conhecido na cena de música independente pelos seus álbuns de ambient experimental, embora ele também tivesse uma longa carreira como DJ de house music e lançado vários cds neste estilo.
Ele lançou vários álbuns sob pseudônimos como Stevia, Ebi e outros.
Susumu Yokota lançou seus trabalhos por várias gravadoras, como The Leaf Label e Lo Recordings em colaboração com Skin Tone e ainda foi responsável pela produção dos cds de House Music do selo Hed Kandi, Stereo Sushi no Japão.
Faleceu em 27 de março de 2015.